# Собор Святителя Николая Чудотворца (Евпатория)
Собор Святителя Николая Чудотворца (Свято-Николаевский собор) в Евпатории — православный храм Крымской епархии Русской православной церкви. Храм воздвигнут в архитектурном стиле, подражающем Софийскому собору в Константинополе, в конце XIX века в память об освобождении Евпатории от англо-франко-турецких войск. Наряду с Ильинской церковью и мечетью Джума-Джами, одна из архитектурных доминант и исторических достопримечательностей города.

## История
Построенная в 1805 году Никольская церковь пострадала в ходе боёв в 1855 году и обветшала, вследствие чего православные русские и греки, составлявшие к 1890-м годам около половины населения Евпатории, нуждались в новом православном храме. Инициатором строительства выступил протоиерей Яков Чепурин, который в 1891 году начал собирать пожертвования. К сбору денег подключились караимская, еврейская, мусульманская, армянская и греческая общины, а также городская казна. Здание было спроектировано архитектором Александром Бернардацци.
Храм был заложен 11 июля 1893 года епископом Симферопольским и Таврическим Мартинианом (Муратовским) в присутствии благочинного приходов Евпаторийского уезда протоиерея Иакова Чепурина (скончался 29 ноября 1898 года), освящён епископом Никоном (Софийским) 16 февраля 1899 года.
16 мая 1916 года собор посетил российский император Николай II, которого приветствовал архиепископ Таврический и Симферопольский Димитрий (Абашидзе).
При советской власти собор был закрыт и использовался как художественная мастерская и как склад для хранения пшеницы. Установленная в 1942 году германская администрация, дозволила возобновить в храме богослужение.
22 мая 1993 года горожане установили на фасаде собора памятную доску в честь 100-летия со дня его основания. 16 февраля 1999 года здесь торжественно открыли ещё одну доску — в связи со 100-летием освящения собора.

## Описание
Храм — одна из доминант исторического центра Евпатории. Храм в архитектурном плане представляет собой восьмиугольник (октагон), перекрытый монолитным бетонным куполом, диаметром 18 метров и весом 156,6 тонны. Внешний облик храма остался без изменений, но большая часть первоначального убранства не сохранилась.
В храме имеется три престола: центральный — во имя святителя Николая Мирликийского, справа от него — престол св. князя Александра Невского. Левый малый престол посвящён апостолу Иакову Зеведееву. В соборе первоначальные росписи купола, сводов, стен, лики святых, иконостас, люстры не сохранились.